# Heubach (Main)
Der Heubach ist ein 6 km langer rechter und nördlicher Zufluss des Mains im bayerischen Spessart, der im unterfränkischen Landkreis Miltenberg verläuft.

## Name
Das Bestimmungswort im Namen Heubach leitet sich von heida ab, was Heide bedeutet, das Grundwort  ist bach. Der Bach gab den Gemeinden Groß- und Kleinheubach ihre Namen.

## Geographie

### Verlauf
Der Heubach entspringt südöstlich von Röllbach. Er fließt parallel zur Staatsstraße 2441 nach Großheubach. Dort unterquert er die Staatsstraße 2309 und mündet in den Main.

### Orte
Der Heubach fließt durch folgende Orte:
- Röllbach
- Großheubach